# Діагор Мілоський
Діагор Мілоський, також Діагор Мелоський (дав.-гр. Διαγόρας ὁ Μήλιος; бл. 475 р. до н. е., Мілос — після 410 р. до н. е.) — давньогрецький поет і софіст.

## Біографічні відомості та погляди
Перша згадка про Діагора датується близько 425 р. до н. е. Про нього згадується, як про законодавця міста Мантінеї та одного з розробників міської демократичної конституції, яка вважалася тоді зразковою. Посилення демократичних елементів, викликане реформою, призвело в 418 р. до н. до політичних змін на користь Афін.
Діагор як поет спочатку писав поезію, надихаючись релігійною тематикою. Проте у 423 р. до н. е. він вже був відомий як критик віри в богів, оскільки Арістофан цитує його саме в такому контексті в комедії «Хмари».
Існують різні версії причини того, чому Діагор став атеїстом. Одна з версій вбачає причину в тому, що Діагор був учнем Демокрита і підтримував його теорію, за якою релігійні ідеї виникають із жаху страшних природних явищ. За іншою версією, Діагор став атеїстом після того, як один з його учнів обікрав його, а потім прожив щасливе життя, замість того, щоб бути покараним богами за фальшиву клятву, коли той заперечував свою причетність до крадіжки. Історик Вольфганг Вілл вважає можливим, що атеїстичні погляди Діагора могли закріпитися внаслідок поневолення його рідного острова Мілос у 416 році до нашої ери.
У відповідь на жорстокості в Мілосі на початку 415 р. до н. е. Діагор виступив зі знаменитою промовою, в якій розвінчував культ Деметри і Персефони в Елевсіні, який також був економічно важливим для Афін. Діагор був засуджений афінянами до смертної кари навесні того ж року за безбожність (тоді також був вигнаний Протагор). Однак, оскільки у Діагора все ще були друзі в місті, він зміг втекти напередодні страти до Коринфу. Після чергової зупинки в Пеллені його слід губиться. Стелу з остракізмом і повідомленням про розшук Діагора все ще можна було побачити в Елевсіні століттями пізніше.
Після його невстановленої смерті з'явилося безліч легенд, які зробили Діагора найвідомішим атеїстом античності. Відповідно до загальної легенди, в якій поезію та істину важко відрізнити, Діагор полемізував з постулатами релігії свого часу і заперечував чудеса. Кажуть, що він кинув у вогонь дерев'яний образ бога зі словами, що божество повинно врятувати себе за допомогою дива.
Цицерон розповідає анекдот, який ілюструє атеїстичну тезу Діагора «Богам байдуже до людських справ»: друг показує Діагору вотивні таблички, на яких зображені люди, що зазнали корабельної аварії та були врятовані. На запитання, чи він визнає з цього, що боги опікуються людьми, Діагор відповів: «Так. Але ніде не показані люди, яких не врятували від лиха, і які загинули в морі». Існують також інші свідчення про його атеїстичні погляди.
Ставлення Діагора до тогочасної популярної релігії і теології має коріння в натурфілософії та пов'язане зі спорідненими філософськими течіями. Досократики переважно намагалися пояснити явища природи за допомогою законів природи без божественного втручання. 
Найбільш детальну біографічну оцінку Діагора нещодавно представив німецький дослідник Вольфганг Вілл у своїй праці про падіння Мілоса.